# Gonaives buenae
Gonaives buenae es una especie de insecto coleóptero de la familia Chrysomelidae.
Fue descrita científicamente en 1987 por Clark.